# Valdemar Sichelkow
Emil Waldemar Sichelkoh (kaldte sig selv Sichelkow, Waldemar fordansket Valdemar) (31. maj 1848 i Odense – 19??) var en dansk maler, der var aktiv i Danmark, Berlin og Californien.
Han var søn af vagtmester Christian Ludvig Sichelkoh og Karen Larsen.
I 1880 udstillede han på Charlottenborg Forårsudstilling maleriet Stilleben. Vildt, Vin og Frugter paa et Marmorbord. Andre værker er fx et nøgenstudie (1885, solgt på Bruun Rasmussen Kunstauktioner 2010) og et portræt af en pige med rosa bånd (1896, solgt på Metropol Auktioner i Stockholm 2009).
Han har udført portrætter af Annine Genée-Isitt (1896, Teatermuseet i Hofteatret) og af Julius Folkmann (1905).
Sichelkow havde en privat malerskole i København i årene 1884-87.
1880 ægtede han Thrine Marie Madsen (født 1846), hvis datter af 1. ægteskab ægtede Georg Schneevoigt.